# Melinda pygialis
Melinda pygialis är en tvåvingeart som beskrevs av Villeneuve 1937. Melinda pygialis ingår i släktet Melinda och familjen spyflugor. Inga underarter finns listade i Catalogue of Life.